# Piłka wodna na Letnich Igrzyskach Olimpijskich 2020
Piłka wodna na igrzyskach olimpijskich w Tokio rozgrywana była między 25 lipca a 9 sierpnia 2021 roku.

## Uczestnicy
| Mężczyźni                         | Mężczyźni              | Mężczyźni | Mężczyźni                   |
| Nazwa imprezy                     | Data przeprowadzenia   | Gospodarz | Zakwalifikowani             |
| --------------------------------- | ---------------------- | --------- | --------------------------- |
| Gospodarz                         | –                      | –         | Japonia                     |
| Finał Ligi Światowej 2019         | 18–23 czerwca 2019     | Belgrad   | Serbia                      |
| Mistrzostwa Świata 2019           | 15–27 lipca 2019       | Gwangju   | Włochy Hiszpania            |
| Igrzyska Panamerykańskie 2019     | 4–10 sierpnia 2019     | Lima      | Stany Zjednoczone           |
| Kontynentalny wybór w Oceanii     | –                      | –         | Australia                   |
| Kontynentalny wybór w Afryce      | –                      | –         | Południowa Afryka           |
| Mistrzostwa Europy 2020           | 14–26 stycznia 2020    | Budapeszt | Węgry                       |
| Igrzyska Azjatyckie 2018          | –                      | Dżakarta  | Kazachstan                  |
| Olimpijski Turniej Kwalifikacyjny | 31 maja–7 czerwca 2020 | Rotterdam | Chorwacja Grecja Czarnogóra |

| Kobiety                           | Kobiety              | Kobiety   | Kobiety           |
| Nazwa imprezy                     | Data przeprowadzenia | Gospodarz | Zakwalifikowani   |
| --------------------------------- | -------------------- | --------- | ----------------- |
| Gospodarz                         | –                    | –         | Japonia           |
| Finał Ligi Światowej 2019         | 18–23 czerwca 2019   | Budapeszt | Stany Zjednoczone |
| Mistrzostwa Świata 2019           | 15–27 lipca 2019     | Gwangju   | Hiszpania         |
| Igrzyska Panamerykańskie 2019     | 4–10 sierpnia 2019   | Lima      | Kanada            |
| Kontynentalny wybór w Oceanii     | –                    | –         | Australia         |
| Kontynentalny wybór w Afryce      | –                    | –         | Południowa Afryka |
| Mistrzostwa Europy 2020           | 14–26 stycznia 2020  | Budapeszt | ROC               |
| Igrzyska Azjatyckie 2018          | 16–21 sierpnia 2018  | Dżakarta  | Chiny             |
| Olimpijski Turniej Kwalifikacyjny | 17–24 maja 2020      | Triest    | Węgry Holandia    |